# Caporciano
Caporciano è un comune italiano di 197 abitanti della provincia dell'Aquila in Abruzzo. Fa anche parte della Comunità montana Campo Imperatore-Piana di Navelli.

## Storia

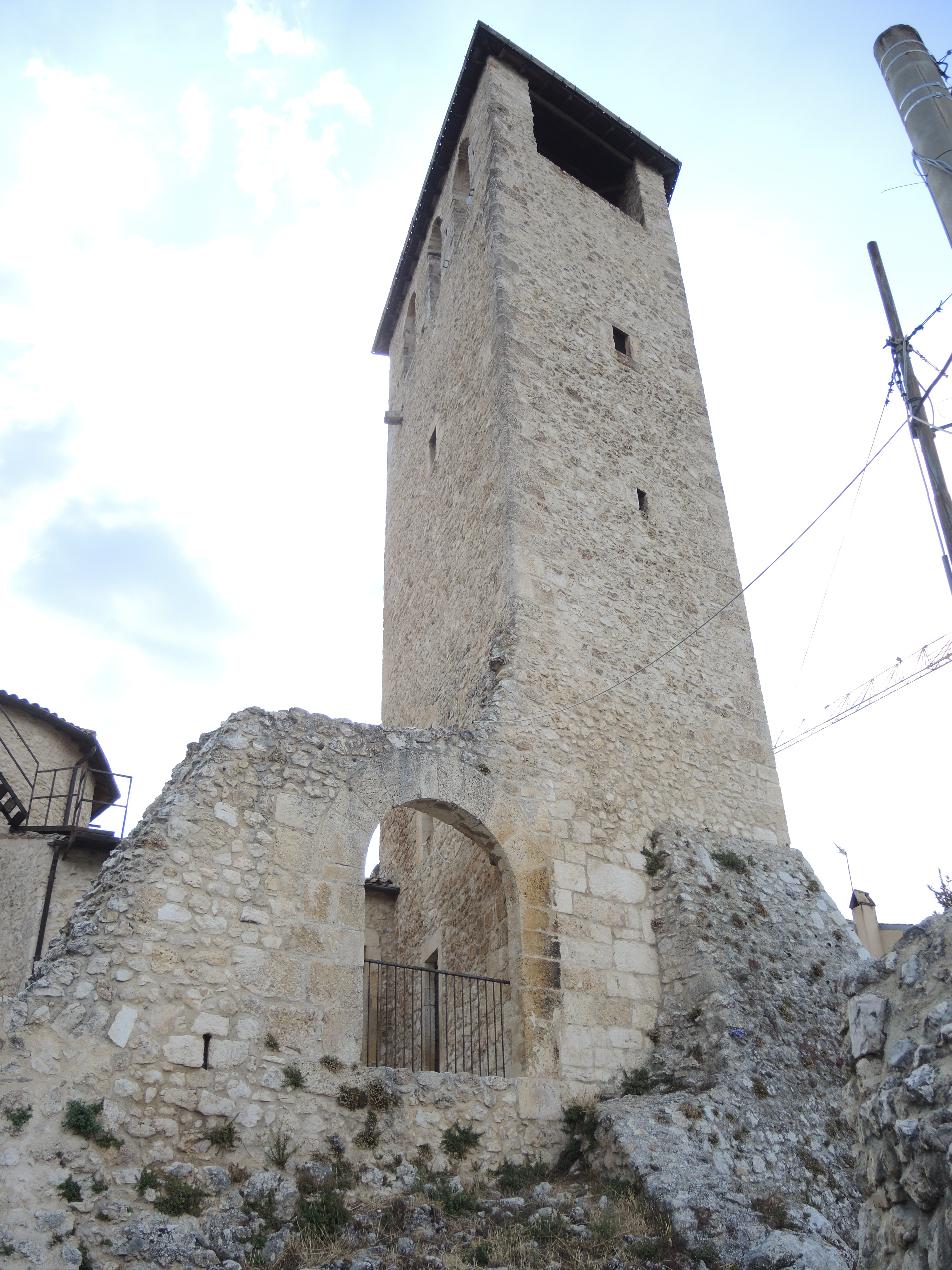
Torre di Caporciano

Antico borgo di origine medioevale situato in una posizione che domina il Piana di Navelli, a 836 metri sul livello del mare.
Bominaco era la postazione più antica, con il castello che dominava la valle, eretto nell'XI secolo. Nel 1254 Caporciano e Bominaco contribuirono alla fondazione della città di L'Aquila, che costò loro l'attacco di Braccio da Montone durante la Guerra dell'Aquila, in quanto gli abruzzesi erano dalla parte degli Angioini. Il castello restò abbandonato, così come parte del complesso monastico di Santa Maria Assunta, ridotta a semplice chiesa,  con l'oratorio di San Pellegrino. Un castello esisteva anche a Caporciano, ma dopo la guerra di Braccio fu trasformato nella chiesa parrocchiale e la torre in campanile.
I due borghi hanno mantenuto, grazie alla loro posizione impervia, il loro aspetto antico; tuttavia nel primo Novecento si spopolarono per il fenomeno migratorio. Nel 2009 il terremoto ha danneggiato lievemente i borghi. Nel 2012 la strada provinciale è stata ampliata e modernizzata per rendere più accessibile il borgo e collegarlo meglio alla valle di Navelli.
Oggi Caporciano, assieme a Bominaco, è meta di turisti. Particolare attenzione merita la chiesa di San Pietro fondata nel XIII secolo, che presenta all'interno un altare con un ciborio e affreschi del XVI secolo.

### Simboli
Lo stemma comunale è uno scudo di rosso, con una testa di cinghiale al naturale; nel capo è raffigurato un panorama dell'abitato di Caporciano, con sullo sfondo la torre del castello di Bominaco. Il gonfalone è un drappo di azzurro.

## Monumenti e luoghi d'interesse

### Chiesa parrocchiale di San Benedetto abate

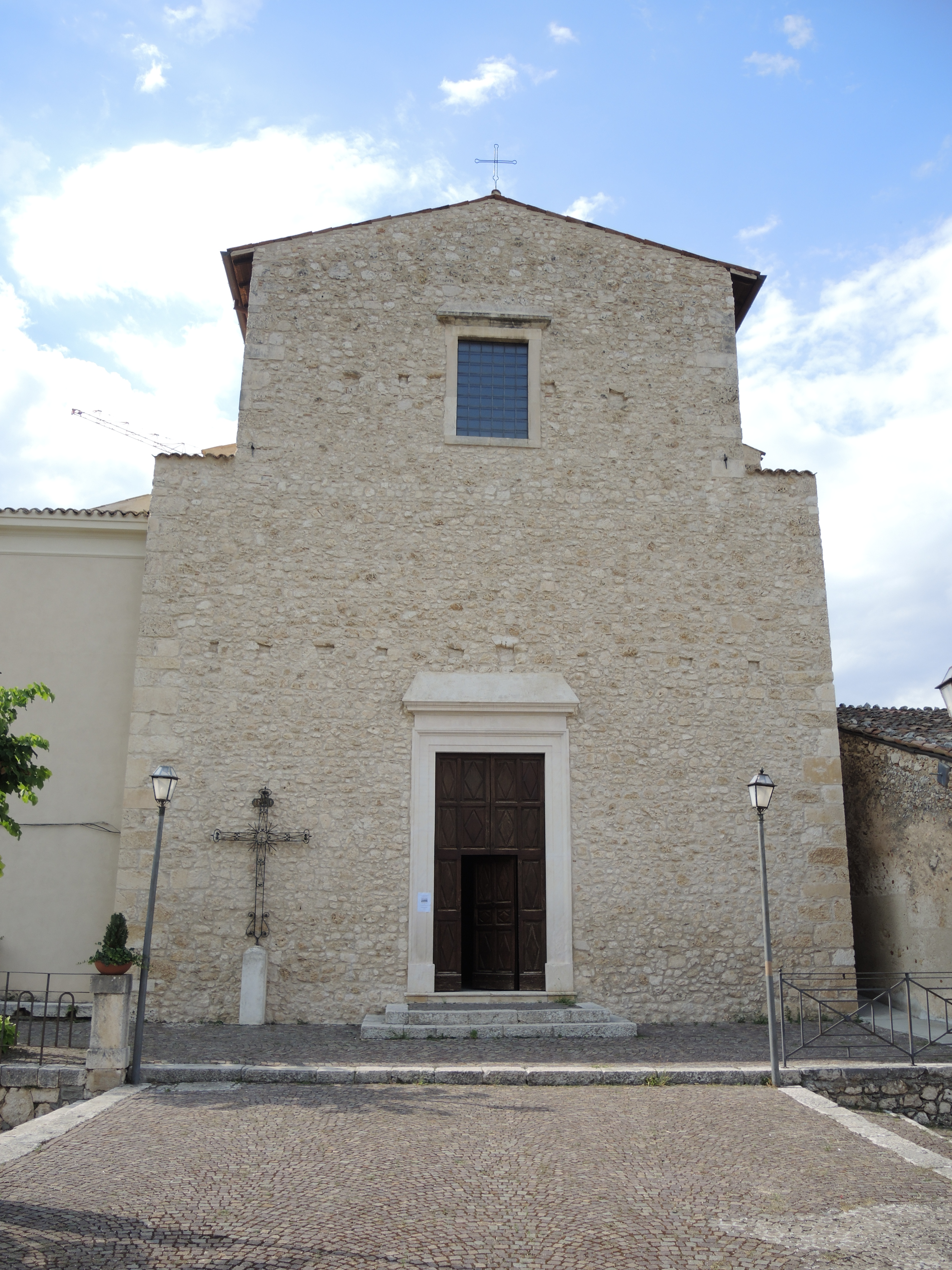
La chiesa di San Benedetto

La chiesa di San Benedetto si trova sul corso Vittorio Emanuele, sede della parrocchia. Le sue origini risalgono al declino del castello di Caporciano, dacché la torre campanaria è un reimpiego dell'antica fortezza; essa risale al XVI secolo. Due pietre scoperte nel restauro del 1935: una conserva una frase di san Vincenzo Ferrer che loda Cristo; la chiesa dalla fondazione fu intitolata a san Pietro e fu oggetto di contese tra la diocesi dell'Aquila e la diocesi di Sulmona-Valva. Nel 1580 i monaci chiesero alla curia romana di far valere i loro diritti, dotando la chiesa di indipendenza parrocchiale. Il papa Alessandro VIII infine contro gli abati della basilica di Santa Maria di Collemaggio a favore del vescovo Ignazio de Lazarda si recò in visita a Caporciano tra il 19 e il 20 settembre 1692, decretando la libertà parrocchiale di San Pietro e San Liberato, le due principali chiese di Caporciano. Dopo il 1732 le due parrocchia si unirono in una nuova costruzione dedicata a san Benedetto. La parrocchia ebbe il titolo di San Liberato fino al 1808, quando fu cambiata l'intitolazione.
Il catino absidale interrompe il tratto di cortina della fortificazione e parte della muratura della chiesa è stata realizzata con il materiale di recupero dell'antico castello di Caporciano. L'eclettismo dello stile ottocentesco, durante il restauro, determinò un nuovo gusto neoclassico. Gli stucchi, i putti e gli stilemi sono stati realizzati da Ferdinando Passacantando e ultimati nel 1880; inoltre furono realizzati finti marmi per le lesene, a foglia d'oro e la colorazione a tempera.
La pianta è a croce latina, con il presbiterio rialzato di tre gradini su cui poggia la balaustra in cemento policromo, realizzata nel 1935; l'edificio è adorno di dieci cappelle laterali, più l'altare maggiore, che ha la pala d'altare realizzata alla fine degli anni trenta dal pittore aquilano Giuseppe Scarlattei. Al centro del transetto si staglia la cupola coperta con tamburo ottagono; particolarmente apprezzabile è l'armonia creata dalle proporzioni sapienti dell'interno: mescolanza del gusto neoclassico con quello rinascimentale della vecchia chiesa di San Pietro. La copertura del soffitto è a volte a botte lunettate, la partitura orizzontale è scandita da campate grandi e alternate con piccole. L'ingresso è coperto dalla cantoria che ha un organo a canne realizzato nel Settecento dall'organaro Fedeli. Il pavimento è in pietra policroma.
L'esterno dell'edificio è impostato ad estrema semplicità; il paramento murario è in pietrame a faccia vista, senza intonaco; la facciata è conclusa molto semplicemente da un timpano spiovente. Il campanile a torre è poligonale, realizzato in pietra, e termina con delle bucature molto grandi per ciascun lato, in modo da creare due o più finestre. La copertura è più recente, con un tetto in tegole a pianta quadrata in modo da formare una piramide appena rialzata, con le capriate lignee.

### Chiesa della Madonna Addolorata

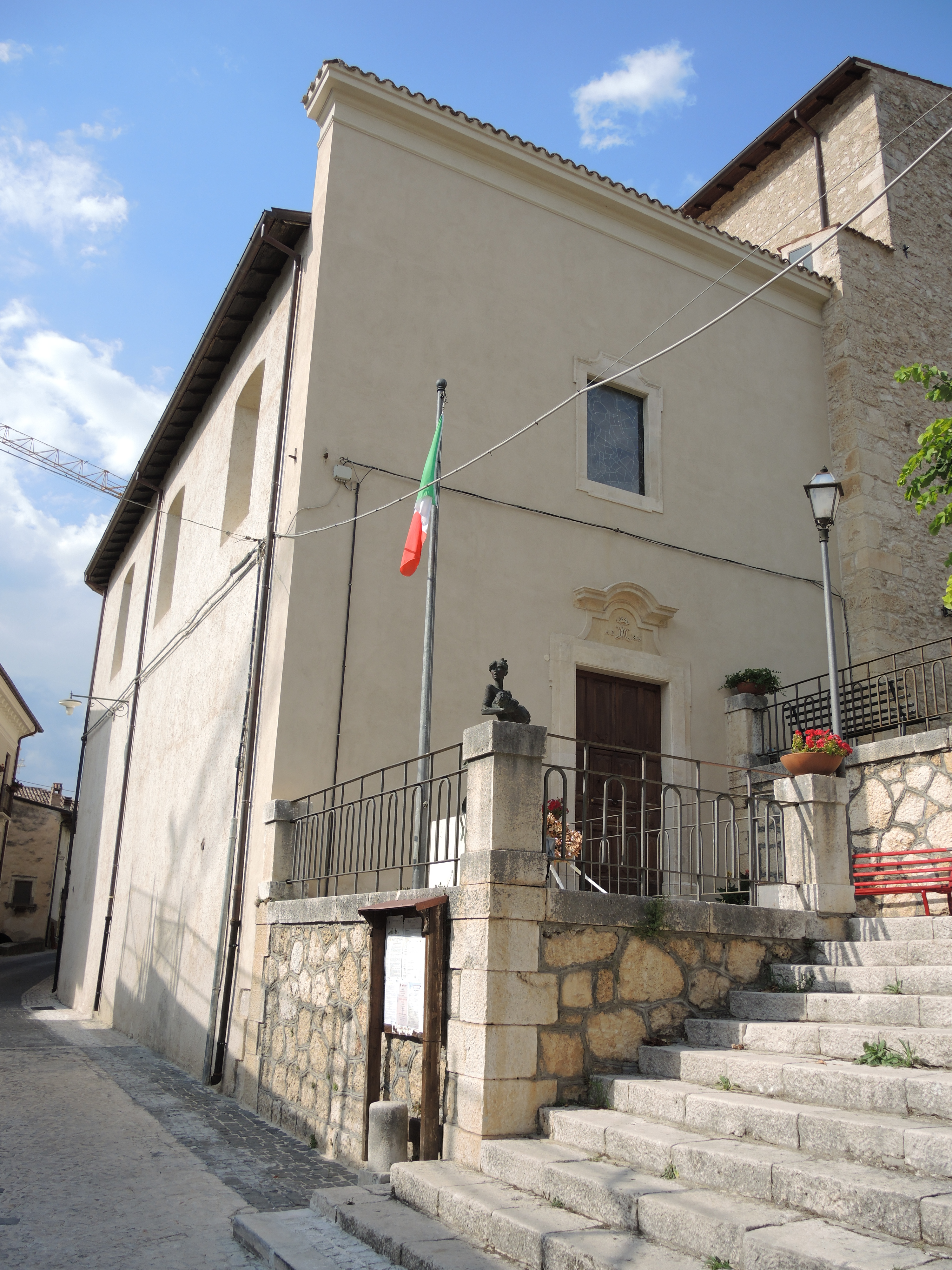
La chiesa della Madonna dell'Addolorata

La chiesa è sorta nel '700 per le onoranza dei defunti, ad opera della Confraternita Addolorata appositamente costituitasi. Non ha subito trasformazioni nel corso degli anni, fatta eccezione per le decorazioni interne. In un'iscrizione posta sopra la cantoria parla di un restauro consistente del 1885, per rendere onore alla Madonna dei Sette Dolori. L'interno è a navata unica con la volta a botte e tre lunette; è concluso con una semicupola sopra l'altare maggiore, Al di sopra dell'ingresso, sorretta da quattro colonne, c'è la cantoria con l'organo. Tutto l'interno è affrescato con decorazioni settecentesche in tonalità molto opache, conformi al clima lugubre per il culto dei morti. Nove pitture importanti, di cui due su tela e altre in affresco, poste sul soffitto e sulle pareti del coro, illustrano la Passione - Flagellazione - Deposizione. La facciata è molto semplice, ornata da un finestrone centrale, con in basso il portale d'ingresso con il timpano barocco ornato da riccioli e motivi curvi.

### Chiesetta di San Pietro in Valle

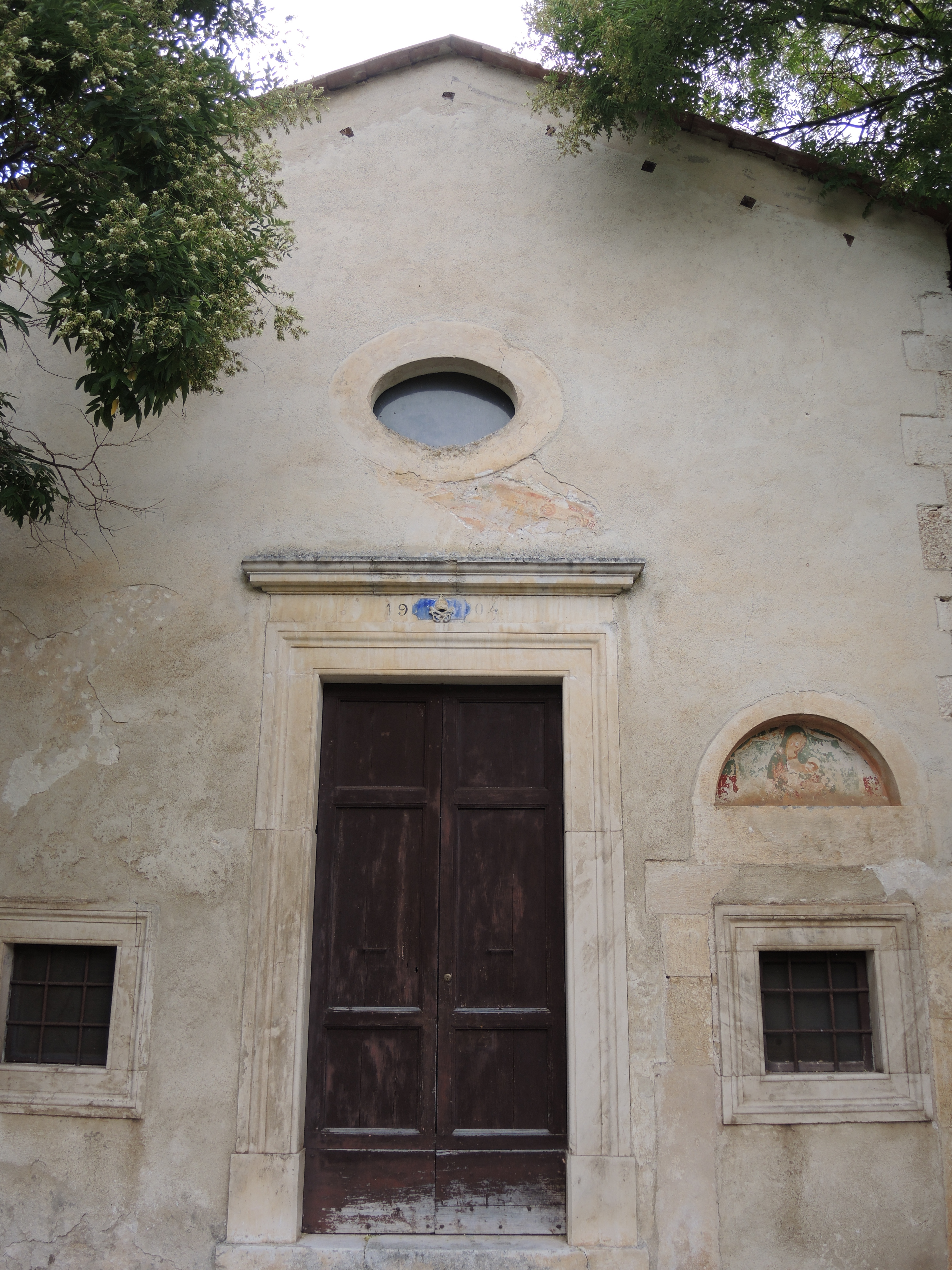
La chiesa di San Pietro in Valle

La chiesetta è della prima metà del XIII secolo, sorta fuori le mura. Nel secolo successivo venne arricchita con un ciborio di gusto gotico e di tre edicole con le medesime fattezze; è ipotizzabile che inizialmente la chiesa fosse di dimensioni minori, come semplice cappella per i pastori, e che il primitivo ingresso si aprisse sulla facciata dell'ala di destra del transetto. Il successivo ampliamento, non più tardo del XIV secolo, comportò lo spostamento del ciborio che fu addossato alla parete affrescata con le pitture di fine Trecento. Queste pitture, di recente rivalutate, sono assai interessanti per i collegamenti con gli altri cicli pittorici di San Pellegrino a Bominaco e San Pietro ad Oratorium di Capestrano. Si conservano i riquadri delle storie di vita di Gesù, mentre sul catino absidale c'è il Cristo in maestà, dall'aspetto bizantineggiante tra i santi, tra cui santi Pietro e Paolo. Il ciborio fu poi staccato dal fondo nel 1970 e spostato, per mettere in mostra il ciclo pittorico. Numerosi sono gli affreschi rinascimentali quattrocenteschi, oltre al ciclo più antico; l'attuale aspetto mostra all'esterno delle murature di contenimento realizzate nell'Ottocento, addossate alle ali del transetto, creando un aspetto a croce greca, con copertura a timpano e con gli esterni improntati da molta semplicità.

### Borgo medievale di Bominaco

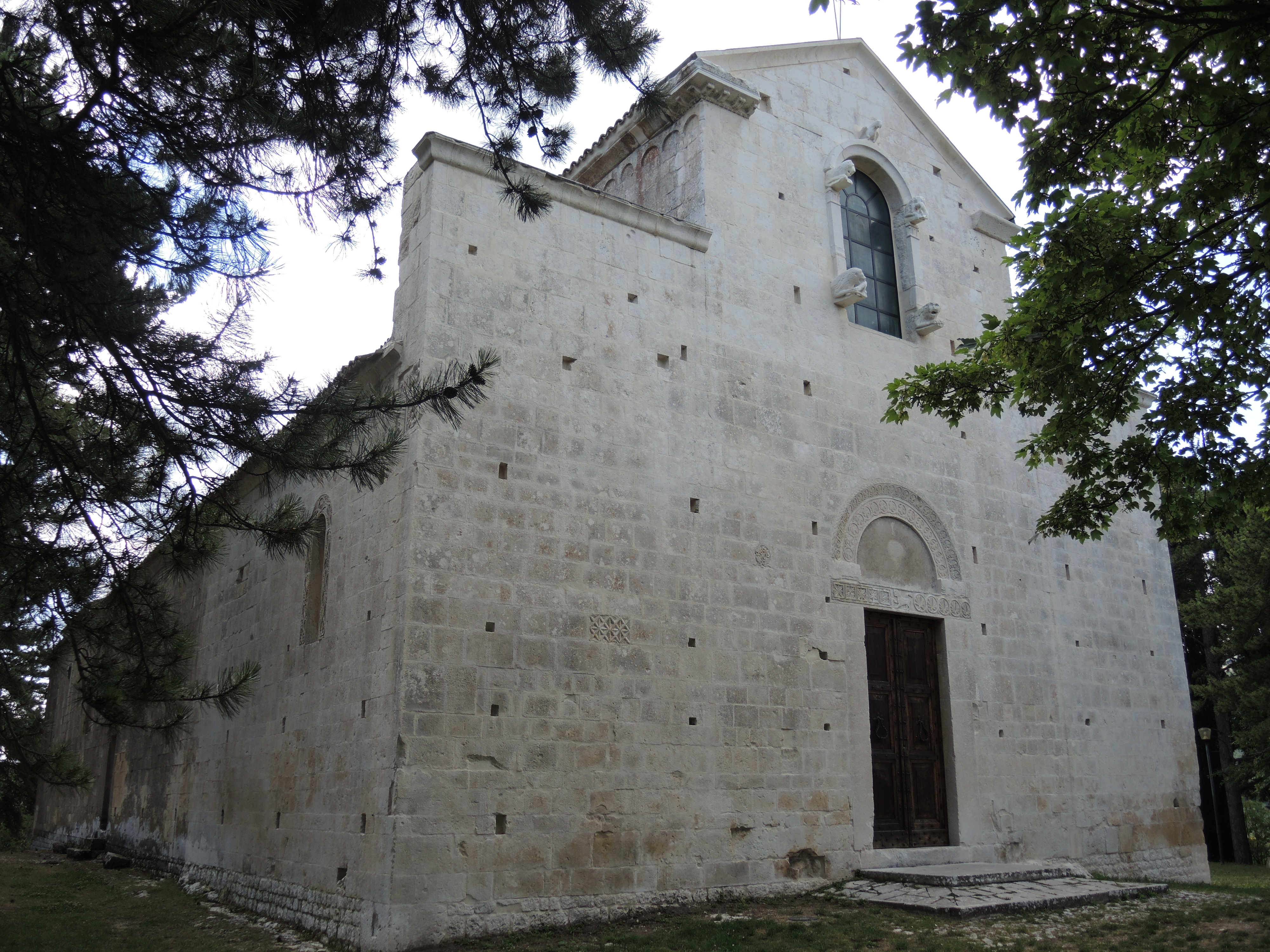
La chiesa di Santa Maria Assunta (Bominaco)

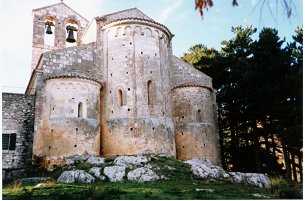
Le tre absidi della chiesa dell'Assunta a Bominaco

Molto interessante da visitare nelle vicinanze di questo paese è la frazione di Bominaco, dominata dai resti di un castello che insieme alle due chiese sottostanti, San Pellegrino e Santa Maria, formavano un monastero, Momenaco, esistente già nel X secolo.
Chiesa di Santa Maria AssuntaEretta tra il XI secolo e il XII secolo; la facciata presenta un portale romanico mentre nella parte alta si apre una grande finestra con quattro leoni che sporgono; l'interno è diviso in tre navate, interessanti le colonne provenienti da edifici romani dell'antica Peltuinum. Ivi si trovano preziose opere come l'ambone del 1180 e la cattedra abbaziale del 1184, realizzate della bottega dei maestri Nicodemo, Roberto e Ruggero. Il candelabro per il cero pasquale è del 1223. Particolarmente interessante è l'ambone, a cassa poggiante su quattro colonnine con capitelli decorai in stile corinzio, e i riquadri della cassa ornati da fioroni a petali in stucco, tipici degli amboni romanici abruzzesi.

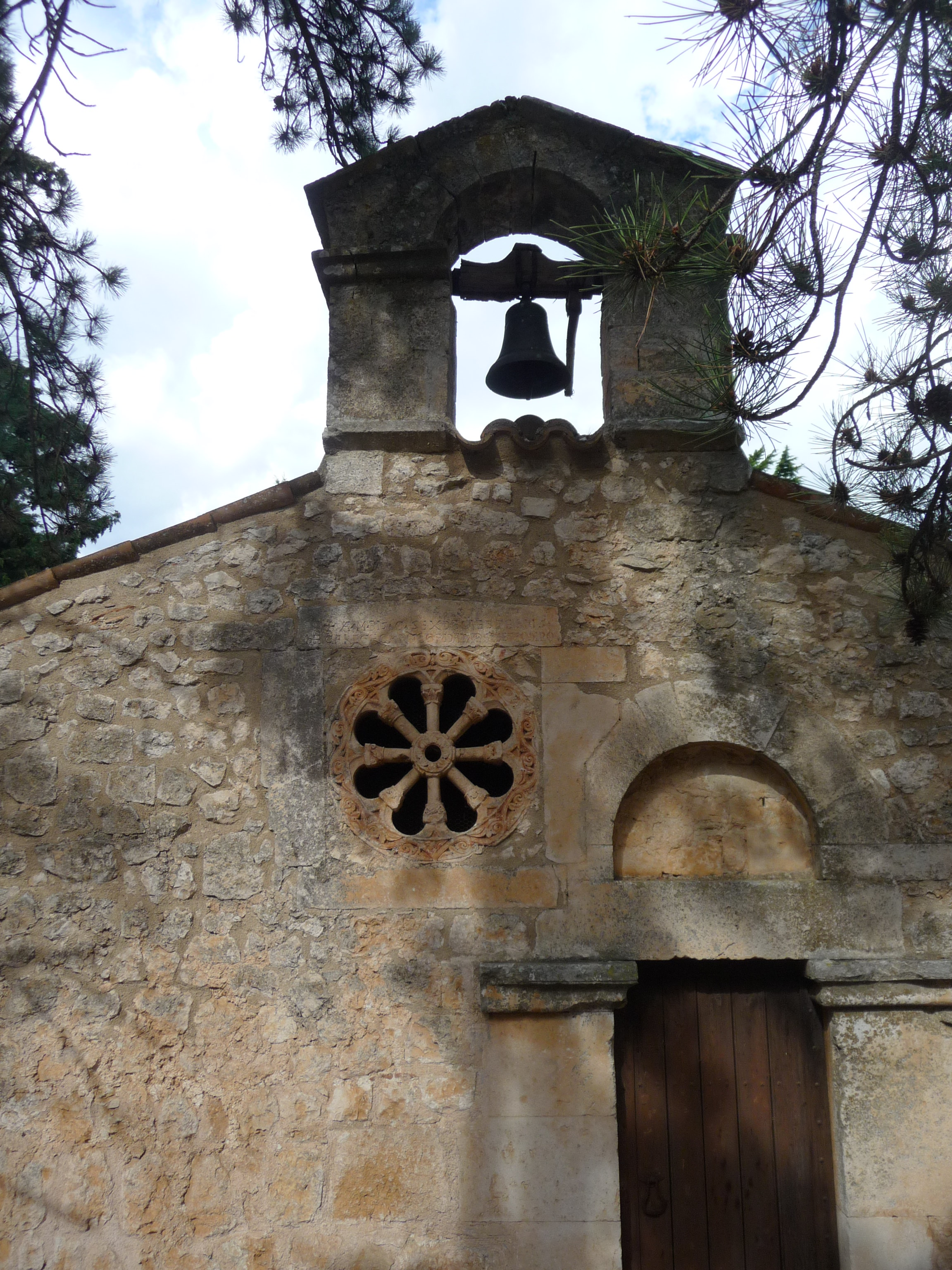
Ingresso alla chiesa di San Pellegrino

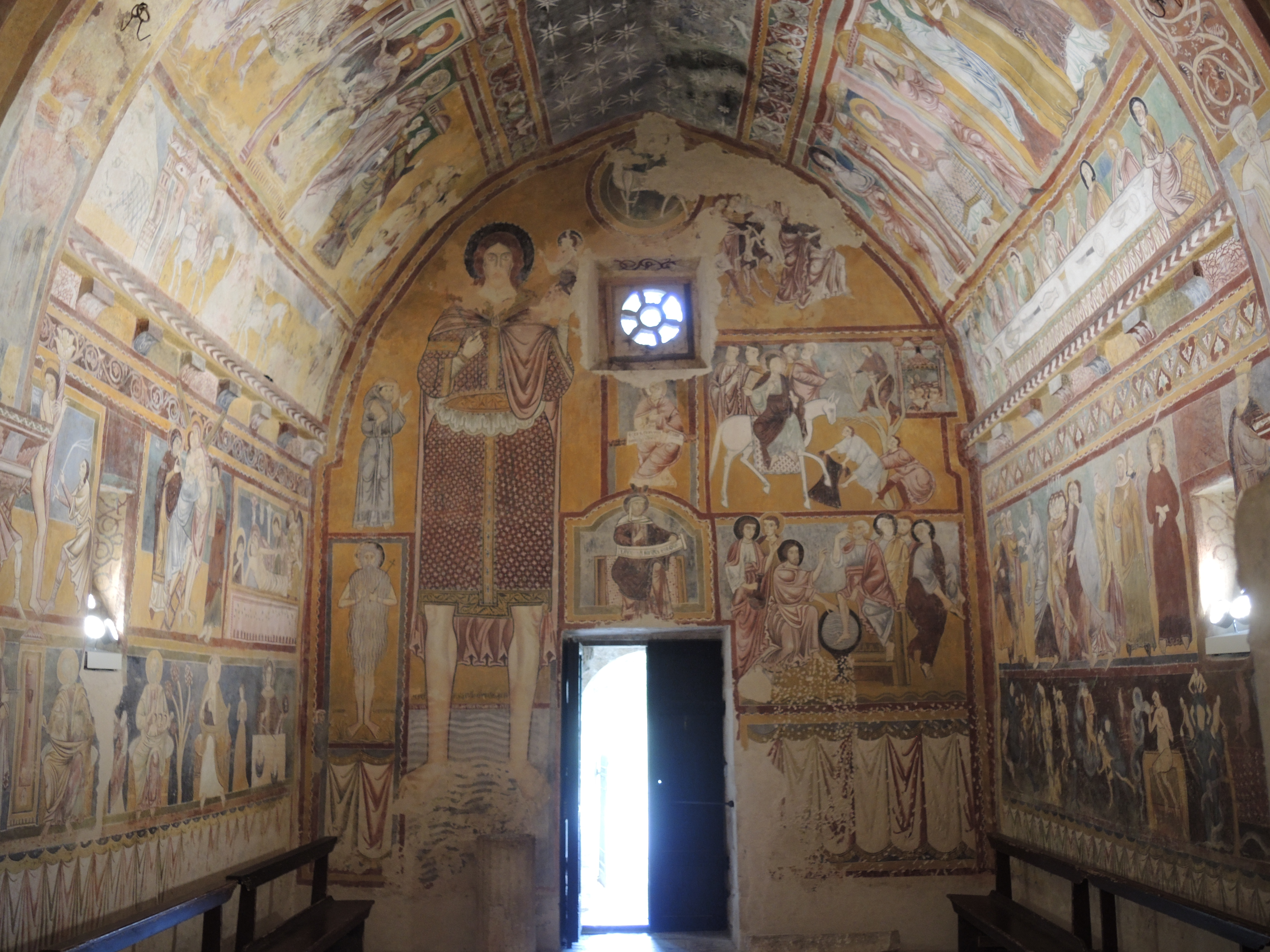
Interno dell'oratorio di San Pellegrino

Oratorio di San PellegrinoRicostruito nella seconda metà del XIII secolo per opera dell'abate Teodino. Si pensa questo edificio religioso sia stato eretto per ordine di Carlo Magno, poiché sull'architrave del rosone si legge un'iscrizione che lo riguarda. Data certa della riconsacrazione è il 1263, come dimostra l'iscrizione sotto il piccolo rosone. La chiesetta ha pianta a cappella, con l'interno a navata unica ad arco a sesto acuto gotico. La facciata ha un piccolo nartece porticato per l'ingresso. Ciò che interessa specialmente è l'interno completamente affrescato nella metà del XIII secolo. Il ciclo di affreschi è stato considerato uno dei capolavori dell'Abruzzo romanico-gotico, ed è dedicato alle Storie dell'Infanzia e della Passione di Cristo, nonché alla Vita di Maria. Tali cicli si mostrano lineari, ma spesso alcuni riquadri sono più grandi degli altri, occupando tutto lo spazio, con distinzioni appena visibili nella separazione delle sequenze da cornici esili. Nel ciclo della Passione non è rappresentata la Crocifissione, ma dopo l'Ultima Cena segue la Sepoltura.
Altri cicli riguardano la controfacciata, con l'affresco gigantesco di San Pellegrino e alcune scene della sua vita. L'ultimo affresco di grande importanza è il gruppo dei Quattro Santi con sotto i mesi del "Calendario Bominacese", ossia la raffigurazione dei lavori dei mesi dell'anno, secondo l'anno liturgico della diocesi di Valva a Sulmona. Di questi mesi solo i primi sei si sono conservai completamente.

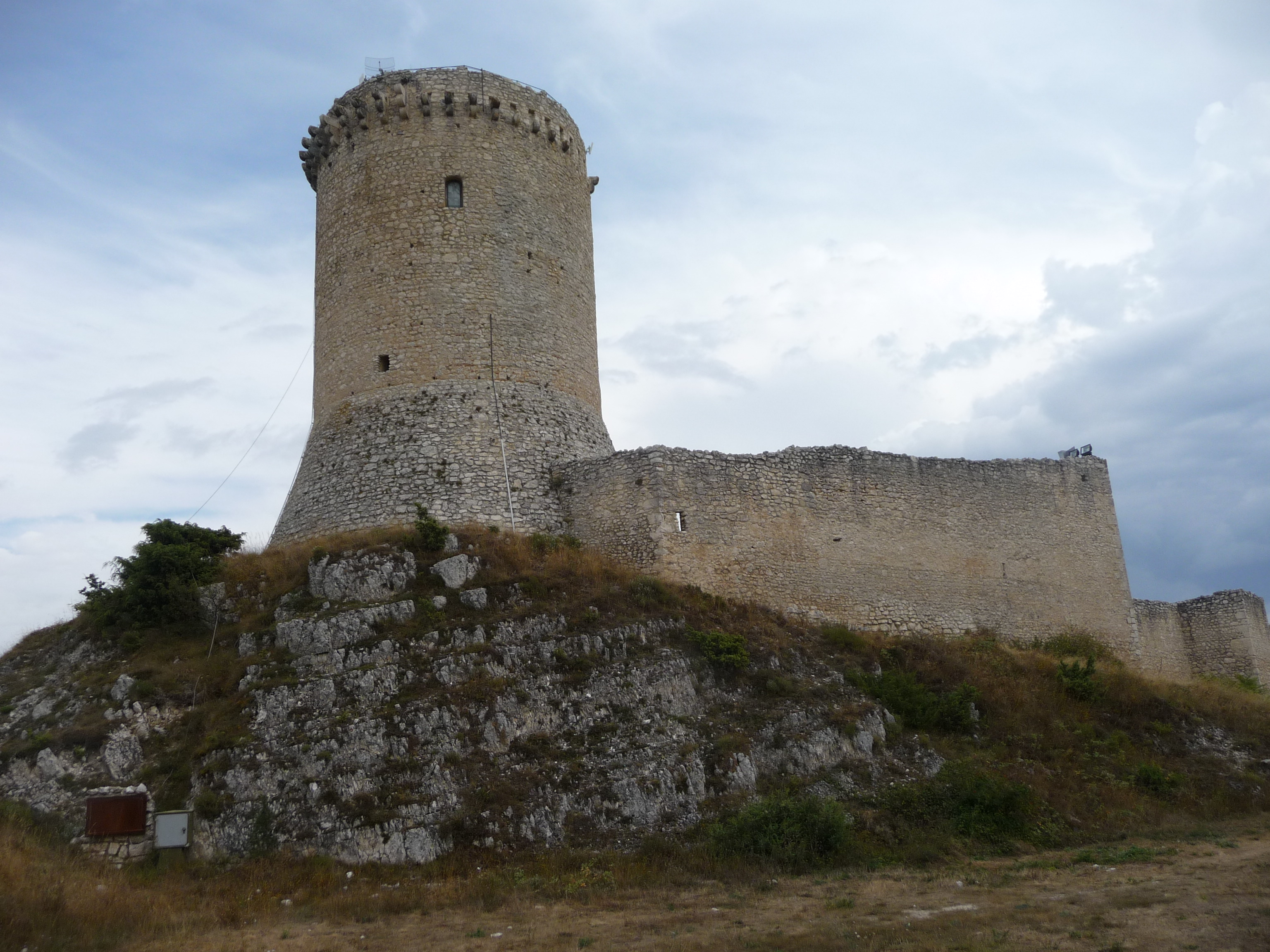
Castello di Bominaco

Castello di Bominacorisalente al XII secolo, si presenta nelle forme attuali dopo la distruzione di Braccio da Montone nel 1423. Il castello era un vero e proprio abitato fortificato, dotato di mura e di case e caserme interne, difese dalla grande torre cilindrica che svetta sulla valle di Navelli. Il recinto è trapezoidale, scandito lateralmente da torri squadrate di cui è ben visibile la pianta; il torrione cilindrico si conserva molto bene, a pianta circolare con base a scarpa.

### Tratturo di Centurelli - Montesecco

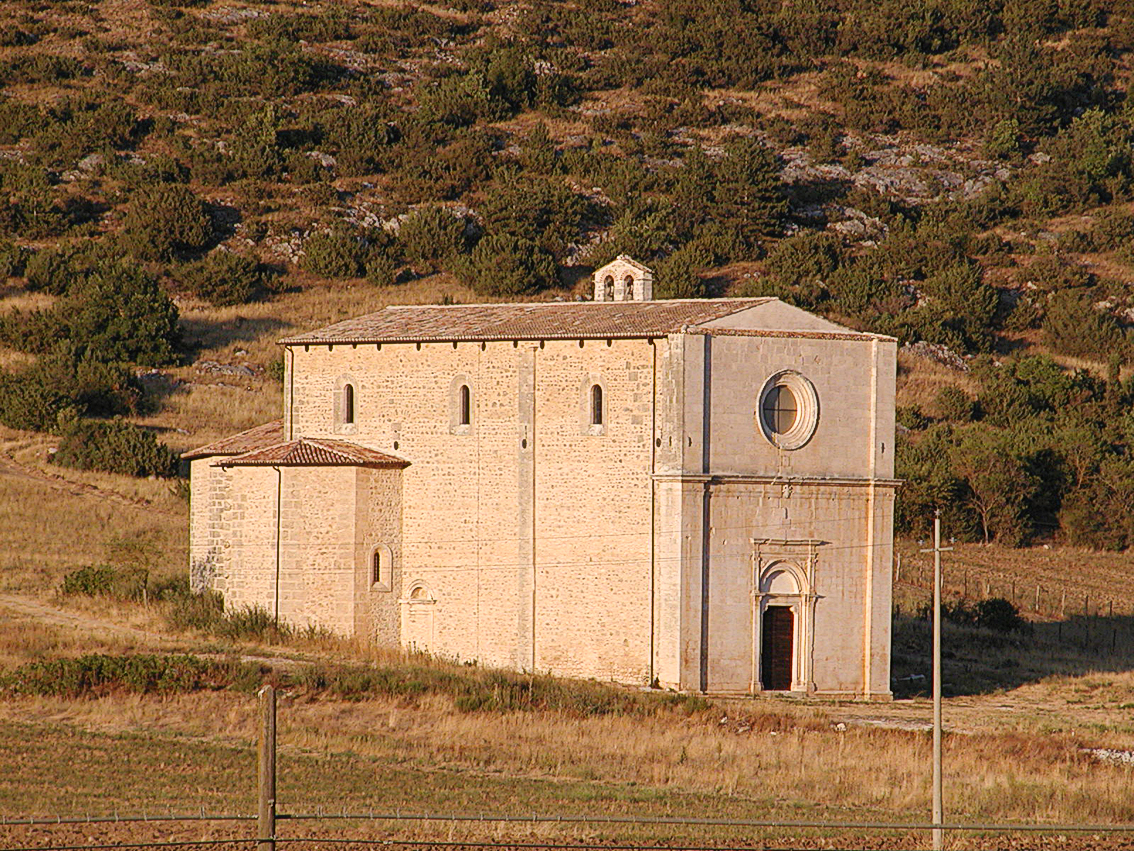
Santa Maria de' Centurelli

Nel territorio di Caporciano si trova la chiesa di Santa Maria de' Centurelli, chiesa pastorale posta nel punto di diramazione tra il Tratturo L'Aquila-Foggia e il Tratturo Centurelli-Montesecco.
La chiesa risale al XVI secolo, situata in un punto molto strategico di stazione di passaggio dei pellegrini, data la sua imponenza; il portale è datato 1558, e lo stile non trova analogie con quello delle classiche chiese aquilane, ma è molto semplice, riecheggiando un vago romanico. Piccole lesene scanalate e colonnine tonde sorreggono un architrave modanato e una lunetta sormontata da un archivolto di scarico. L'abside di forma stranamente allungata è conclusa con forma poligonale con una monofora centrale. Un'unica lesena scandisce lo spazio della prima campata: la pianta è a croce latina con transetto a bracci, con navata unica interna.

## Società

### Evoluzione demografica
Abitanti censiti

## Cultura

### Media

#### Stampa
- I Cinturelli - 2010 - Informazioni e storia di un piccolo borgo

### Eventi

#### Eventi religiosi
- 15 agosto - Festa dell'Assunta
- 8 maggio e 29 settembre - Festa di San Michele Arcangelo
- 18 ottobre - Festa di San Pellegrino
- 29 giugno - Festa di San Pietro e Paolo

#### Eventi laici
Il comune di Caporciano è uno dei pochi, sul territorio dell'Abruzzo aquilano, a non avere alcuna sagra.

## Economia
L'economia principale è l'agricoltura e la coltivazione dello zafferano a Navelli. Sviluppato è anche il turismo artistico, che vede protagonisti i monumenti di Bominaco.

## Infrastrutture e trasporti

### Strade
Caporciano è servito dalla strada statale 17 dell'Appennino Abruzzese ed Appulo-Sannitico.

## Amministrazione
| Periodo          | Periodo        | Primo cittadino       | Partito                | Carica  | Note                 |
| ---------------- | -------------- | --------------------- | ---------------------- | ------- | -------------------- |
| 17 novembre 1997 | 27 maggio 2007 | Vincenzo Di Berardino | Lista Civica           | sindaco | [ 8 ] [ 9 ]          |
| 28 maggio 2007   | in carica      | Ivo Cassiani          | Lista Civica Due Torri | sindaco | [ 10 ] [ 11 ] [ 12 ] |